# Arehalli Guddadahalli, Dod Ballapur
Arehalli Guddadahalli là một làng thuộc tehsil Dod Ballapur, huyện Bangalore Rural, bang Karnataka, Ấn Độ.